# Liste der Naturdenkmale in Großnaundorf
Die Liste der Naturdenkmale in Großnaundorf nennt die Naturdenkmale in Großnaundorf im sächsischen Landkreis Bautzen.

## Definition
„Naturdenkmäler sind rechtsverbindlich festgesetzte Einzelschöpfungen der Natur oder entsprechende Flächen bis zu fünf Hektar, deren besonderer Schutz erforderlich ist
1. aus wissenschaftlichen, naturgeschichtlichen oder landeskundlichen Gründen oder
2. wegen ihrer Seltenheit, Eigenart oder Schönheit.“

## Liste
Link zu einem Kartenansichtstool, um Koordinaten zu setzen.
| Bild | Bezeichnung                                                | Lage                                            | Beschreibung           | Datum | Nummer |
| ---- | ---------------------------------------------------------- | ----------------------------------------------- | ---------------------- | ----- | ------ |
| BW   | Winterlinde                                                | Großnaundorf (51° 11′ 51,9″ N, 13° 55′ 49,4″ O) |                        |       | 59     |
| BW   | Gipfelklippen des Kleinen Keulenberges                     | Großnaundorf (51° 13′ 15,6″ N, 13° 57′ 24,8″ O) |                        |       | 64     |
| BW   | Vogelbergkerbe (Quellkerbe zwischen Vogel- und Keulenberg) | Großnaundorf (51° 13′ 48″ N, 13° 56′ 39,1″ O)   |                        |       | KM112  |
| BW   | Mühlwiese                                                  | Großnaundorf (51° 13′ 27,1″ N, 13° 57′ 1,8″ O)  |                        |       | KM116  |
| BW   | Karschberg/geologischer Aufschluss                         | Großnaundorf (51° 12′ 55,3″ N, 13° 56′ 8,4″ O)  |                        |       | KM123  |
| BW   | Kleiner Keulenberg/Waldteil am Westhang                    | Großnaundorf (51° 13′ 17,4″ N, 13° 57′ 4,3″ O)  |                        |       | KM124  |
| BW   | Kleine Röder                                               | Großnaundorf (51° 11′ 33,9″ N, 13° 55′ 44,5″ O) | Teil der Kleinen Röder |       | KM138  |